# Ischyja euryleuca
Ischyja euryleuca là một loài bướm đêm trong họ Noctuidae.